# Zörbig
Zörbig är en stad i distriktet Anhalt-Bitterfeld i det tyska förbundslandet Sachsen-Anhalt. Staden hade i december 2013 cirka 9 500 invånare.
Orten ligger ungefär i mitten mellan Halle (Saale) och Dessau-Roßlau. Ett känt företag från Zörbig (tillhör Zuegg AG) producerar sirap och sylt.
Samhället grundades av slaver. Efter att germanerna fick övertag i regionen byggdes en borg. Borgens centrala torn och andra delar finns bevarande. 961 nämns orten som Civitas Zurbici för första gången i en urkund. Under medeltiden byggdes en ringmur kring samhället. Från denna anläggning finns bara en stadsport och några ruiner kvar. Diket som fanns utanför ringmuren syns idag som stadsparker. Under hertig August av Sachsen-Merseburg (1655-1715) blev borgen ett residensslott.

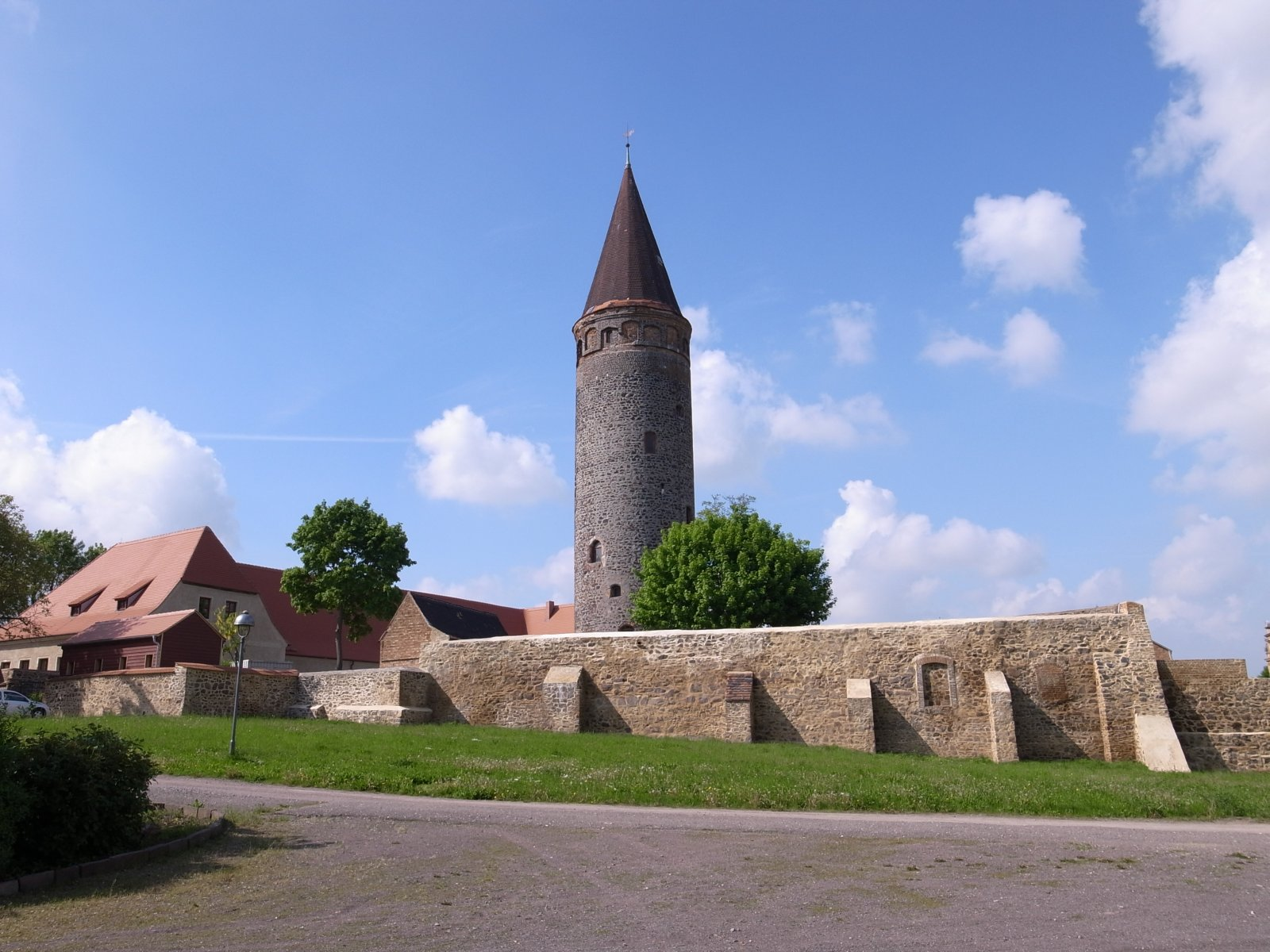
Zörbigs slott
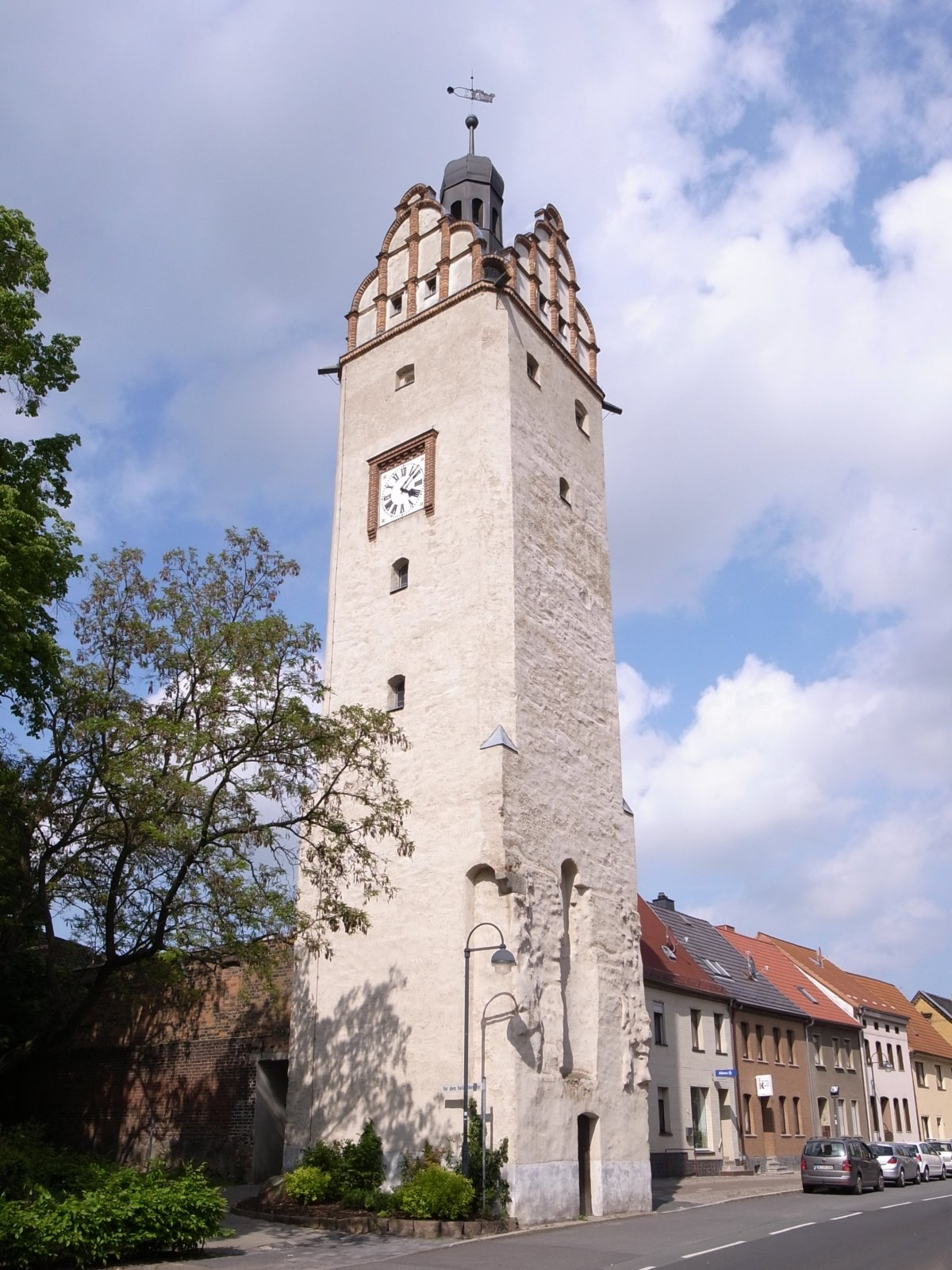
Torn vid stadsporten